# ستيف باتلر (سائق سباق)
ستيف باتلر (بالإنجليزية: Steve Butler)‏ هو سائق سباق أمريكي، ولد في 26 سبتمبر 1956 في أماريلو في الولايات المتحدة.